# Lijst van voetbalinterlands Jemen - Syrië
Deze lijst van voetbalinterlands is een overzicht van alle officiële voetbalwedstrijden tussen de nationale teams van (Noord-)Jemen en Syrië. De landen speelden tot op heden elf keer tegen elkaar. De eerste ontmoeting, een kwalificatiewedstrijd voor het Wereldkampioenschap voetbal 1986, werd gespeeld in Sanaa op 29 maart 1985. Het laatste duel, een groepswedstrijd tijdens de West-Azië Cup 2019, vond plaats op 5 augustus 2019 in Karbala (Irak).

## Wedstrijden
| №  | Plaats    | Datum             | Competitie            | Wedstrijd           | Uitslag |
| -- | --------- | ----------------- | --------------------- | ------------------- | ------- |
| 1  | Sanaa     | 29 maart 1985     | WK 1986 kwalificatie  | Noord-Jemen − Syrië | 0 − 1   |
| 2  | Damascus  | 19 april 1985     | WK 1986 kwalificatie  | Syrië − Noord-Jemen | 3 − 0   |
| 3  | Sanaa     | 10 maart 1989     | WK 1990 kwalificatie  | Noord-Jemen − Syrië | 0 − 1   |
| 4  | Taif      | 25 maart 1989     | WK 1990 kwalificatie  | Syrië − Noord-Jemen | 2 − 0   |
| 5  | Koeweit   | 17 december 2002  | Arab Nations Cup 2002 | Jemen − Syrië       | 0 − 4   |
| 6  | Jeddah    | 27 september 2003 | Vriendschappelijk     | Jemen − Syrië       | 2 − 8   |
| 7  | Sanaa     | 26 augustus 2004  | Vriendschappelijk     | Jemen − Syrië       | 1 − 2   |
| 8  | Sanaa     | 28 augustus 2004  | Vriendschappelijk     | Jemen − Syrië       | 2 − 1   |
| 9  | Sanaa     | 7 september 2010  | Vriendschappelijk     | Jemen − Syrië       | 2 − 1   |
| 10 | Abu Dhabi | 30 december 2018  | Vriendschappelijk     | Jemen − Syrië       | 0 − 1   |
| 11 | Karbala   | 5 augustus 2019   | West-Azië Cup 2019    | Syrië − Jemen       | 1 − 1   |

## Samenvatting
| Competitie        | Totaal gespeeld | Winst Jemen | Gelijk | Winst Syrië | Doelsaldo Jemen – Syrië |
| ----------------- | --------------- | ----------- | ------ | ----------- | ----------------------- |
| WK-kwalificatie   | 4               | 0           | 0      | 4           | 0 − 7                   |
| West-Azië Cup     | 1               | 0           | 1      | 0           | 1 − 1                   |
| Arab Nations Cup  | 1               | 0           | 0      | 1           | 0 − 4                   |
| Vriendschappelijk | 5               | 2           | 0      | 3           | 7 − 13                  |
| Totaal            | 11              | 2           | 1      | 8           | 8 − 25                  |

YFA · A-internationals
1984 – 1989 · 
1990 – 1999 · 
2000 – 2009 · 
2010 – 2019 ·
2020 − 2029
Bahrein ·
Bangladesh ·
Bhutan ·
Brunei ·
Cambodja ·
China ·
Comoren ·
Djibouti ·
Egypte ·
Eritrea ·
Ethiopië ·
Filipijnen ·
Finland ·
Hongkong ·
India ·
Indonesië ·
Irak ·
Iran ·
Japan ·
Jordanië ·
Kenia ·
Kirgizië ·
Koeweit ·
Libanon ·
Libië ·
Malawi ·
Malediven ·
Maleisië ·
Marokko ·
Mauritanië ·
Mongolië ·
Nepal ·
Noord-Korea ·
Oeganda ·
Oezbekistan ·
Oman ·
Pakistan ·
Palestina ·
Qatar ·
Saoedi-Arabië ·
Singapore ·
Soedan ·
Sri Lanka ·
Syrië ·
Tadzjikistan ·
Tanzania ·
Thailand ·
Tsjaad ·
Turkmenistan ·
Verenigde Arabische Emiraten ·
Vietnam ·
Zambia ·
Zuid-Korea
SFA · A-internationals · Syrisch vrouwenelftal
1940 - 1949 · 
1950 - 1959 · 
1960 - 1969 · 
1970 - 1979 · 
1980 - 1989 · 
1990 - 1999 · 
2000 – 2009 · 
2010 – 2019 ·
2020 − 2029
Afghanistan ·
Algerije ·
Australië ·
Bahrein ·
Bangladesh ·
Cambodja ·
China ·
Cyprus ·
Egypte ·
Filipijnen ·
Griekenland ·
Guam ·
Haïti ·
Hongkong ·
India ·
Indonesië ·
Irak ·
Iran ·
Japan ·
Jemen ·
Jordanië ·
Kazachstan ·
Kirgizië ·
Koeweit ·
Laos ·
Libanon ·
Libië ·
Malediven ·
Maleisië ·
Marokko ·
Mauritanië ·
Mauritius ·
Myanmar ·
Nepal ·
Noord-Korea ·
Oezbekistan ·
Oman ·
Pakistan ·
Palestina ·
Qatar ·
Rusland ·
San Marino ·
Saoedi-Arabië ·
Singapore ·
Soedan ·
Sovjet-Unie ·
Sri Lanka ·
Tadzjikistan ·
Taiwan ·
Thailand ·
Tunesië ·
Turkije ·
Turkmenistan ·
Venezuela ·
Verenigde Arabische Emiraten ·
Vietnam ·
Wit-Rusland ·
Zuid-Jemen ·
Zuid-Korea ·
Zweden